# 70 лет Великой Октябрьской социалистической революции (юбилейные монеты, СССР)
70 лет Великой Октябрьской социалистической революции — серия юбилейных монет Госбанка СССР, посвящённых 70 годовщине Октябрьской революции. Иногда эту серию называют «70 лет Советской власти», что тоже верно. Серия вышла 20 октября 1987 года.
Монеты с этой серией выпускались номиналом в 1, 3 и 5 рублей. Монеты сделаны из медно-никелевого сплава. Главные авторы серии — В. К. Никитин (художник), И. С. Комшилов (скульптор).

## Параметры монет
| Номинал  | Масса, г | Диаметр, мм | Толщина, мм | Гурт                                                                                 |
| -------- | -------- | ----------- | ----------- | ------------------------------------------------------------------------------------ |
| 1 рубль  | 12,8     | 31          | 2,3         | Две вдавленные надписи «ОДИН РУБЛЬ», между ними две вдавленные пятиконечные звёзды.  |
| 3 рубля  | 14,35    | 33          | 2,3         | Две вдавленные надписи «ТРИ РУБЛЯ», между ними две вдавленные пятиконечные звёзды.   |
| 5 рублей | 29       | 39          | 3,1         | Две вдавленные надписи «ПЯТЬ РУБЛЕЙ», между ними две вдавленные пятиконечные звёзды. |

## Монеты
| Номинал  | Каталожный номер | Описание монеты                                                                               | Описание монеты | Тираж шт. | Качество | Изображение монеты | Изображение монеты |
| Номинал  | Каталожный номер | Аверс                                                                                         | Реверс | Тираж шт. | Качество | Аверс              | Реверс             |
| -------- | ---------------- | --------------------------------------------------------------------------------------------- | --- | --------- | -------- | ------------------ | ------------------ |
| 1 рубль  | 3009-0030        | Герб СССР, под ним надпись «СССР», ниже обозначение номинала «1 РУБЛЬ» и год чеканки — 1987.  | Изображение праздничного банта с датой «1917», земного шара, серпа и молота и крейсера «Аврора». В нижней части справа на фоне лавровой ветви надпись «70 ЛЕТ», расположенная в две строки, внизу по окружности её продолжение «ВЕЛИКОЙ ОКТЯБРЬСКОЙ СОЦИАЛИСТИЧЕСКОЙ РЕВОЛЮЦИИ». | 3 800 000 | UNC      |                    |                    |
| 1 рубль  | 3009-0030        | Герб СССР, под ним надпись «СССР», ниже обозначение номинала «1 РУБЛЬ» и год чеканки — 1987.  | Изображение праздничного банта с датой «1917», земного шара, серпа и молота и крейсера «Аврора». В нижней части справа на фоне лавровой ветви надпись «70 ЛЕТ», расположенная в две строки, внизу по окружности её продолжение «ВЕЛИКОЙ ОКТЯБРЬСКОЙ СОЦИАЛИСТИЧЕСКОЙ РЕВОЛЮЦИИ». | 200 000   | Proof    |                    |                    |
| 3 рубля  | 3011-0001        | Герб СССР, под ним надпись «СССР», ниже обозначение номинала «3 РУБЛЯ» и год чеканки — 1987.  | Солдат, рабочий и матрос, над ними дата — 1917. Сверху полукругом надпись «СЕМЬДЕСЯТ ЛЕТ ВЕЛИКОЙ ОКТЯБРЬСКОЙ СОЦИАЛИСТИЧЕСКОЙ РЕВОЛЮЦИИ». | 2 300 000 | UNC      |                    |                    |
| 3 рубля  | 3011-0001        | Герб СССР, под ним надпись «СССР», ниже обозначение номинала «3 РУБЛЯ» и год чеканки — 1987.  | Солдат, рабочий и матрос, над ними дата — 1917. Сверху полукругом надпись «СЕМЬДЕСЯТ ЛЕТ ВЕЛИКОЙ ОКТЯБРЬСКОЙ СОЦИАЛИСТИЧЕСКОЙ РЕВОЛЮЦИИ». | 200 000   | Proof    |                    |                    |
| 5 рублей | 3012-0001        | Герб СССР, под ним надпись «СССР», ниже обозначение номинала «5 РУБЛЕЙ» и год чеканки — 1987. | Чуть выше центра знамя, переходящее в дату «1917». На знамени изображена голова В. И. Ленина, а под ним надпись «70 ЛЕТ ВЕЛИКОЙ ОКТЯБРЬСКОЙ СОЦИАЛИСТИЧЕСКОЙ РЕВОЛЮЦИИ», а по низу изображена лавровая ветвь.                                                                    | 1 300 000 | UNC      |                    |                    |
| 5 рублей | 3012-0001        | Герб СССР, под ним надпись «СССР», ниже обозначение номинала «5 РУБЛЕЙ» и год чеканки — 1987. | Чуть выше центра знамя, переходящее в дату «1917». На знамени изображена голова В. И. Ленина, а под ним надпись «70 ЛЕТ ВЕЛИКОЙ ОКТЯБРЬСКОЙ СОЦИАЛИСТИЧЕСКОЙ РЕВОЛЮЦИИ», а по низу изображена лавровая ветвь.                                                                    | 200 000   | Proof    |                    |                    |